# Kenny Souza
Kenny Souza (* 1. Dezember 1964) ist ein ehemaliger US-amerikanischer Duathlet und Triathlet. Er ist Duathlon-Weltmeister auf der Kurz- und Langdistanz (1990).

## Werdegang
Kenny Souza begann seine sportliche Karriere als Triathlet, bevor er zum Duathlon wechselte. Das Schwimmen war aber seine Schwäche, was ihm den Spitznamen „Rockfish“ einbrachte. Auf Grund seines werbewirksamen Auftretens galt Kenny Souza in den 1980er und 1990er Jahren als die „schillerndste Person“ des Duathlons. In dieser Zeit wurde er achtmal US-amerikanischer Duathlon-Meister. 
Seine größten Erfolge errang er 1990 mit dem Gewinn der erstmals ausgetragenen ITU Duathlon-Weltmeisterschaft und mit einem Sieg beim Powerman Zofingen. 1999 trat er als Sportler zurück, nachdem über ihn eine dreijährige Sperre, rückwirkend auf das Jahr 1998, wegen Startens ohne gültige Lizenz verhängt worden war.
In den folgenden Jahren arbeitete er als Repräsentant des Sportlernahrungsherstellers Clif Bar. 2005 kehrte Kenny Souza zum Duathlon-Sport zurück und nimmt seitdem an verschiedenen Langstrecken- und Ultralangstreckensportveranstaltungen, wie beispielsweise dem Race Across America (2006), teil.
Kenny Souza lebt in Boulder (Colorado). Mit seiner früheren Partnerin Darla Harnly hat er vier Kinder und auch seine Tochter Shanoah Souza ist als Leichtathletin aktiv.

## Sportliche Erfolge
| Datum/Jahr   | Rang | Wettbewerb                                     | Austragungsort    | Zeit     | Bemerkung                                                                                                   |
| ------------ | ---- | ---------------------------------------------- | ----------------- | -------- | --- |
| 1993         | 1    | Powerman Kauai                                 | Kauai             |          | Sieger neben Maddy Tormoen bei den Frauen                                                                   |
| 7. Juni 1992 | 67   | ITU Duathlon World Championships               | Frankfurt am Main | 02:45:46 | |
| Mai 1992     | 2    | ITU Long Distance Duathlon World Championships | Zofingen          |          | beim Powerman Zofingen                                                                                      |
| Mai 1990     | 1    | ITU Long Distance Duathlon World Championships | Zofingen          |          | Langdistanz-Weltmeisterschaft beim „Zofinger Run & Bike“ (10 km Laufen, 150 km Radfahren und 30 km Laufen). |
| 1990         | 1    | ITU Duathlon World Championships               | Palm Springs      |          | |

(DNF – Did Not Finish)